# Шавањ ле Реду
Шавањ ле Реду (фр. Chavagnes-les-Redoux) насеље је и општина у западној Француској у региону Лоара, у департману Вандеја која припада префектури Фонтне ле Конте.
По подацима из 2011. године у општини је живело 800 становника, а густина насељености је износила 59,97 становника/km². Општина се простире на површини од 13,34 km². Налази се на средњој надморској висини од 100 метара (максималној 114 m, а минималној 45 m).

## Демографија
| 1962. | 1968. | 1975. | 1982. | 1990. | 1999. | 2011. |
| ----- | ----- | ----- | ----- | ----- | ----- | ----- |
| 653   | 680   | 711   | 742   | 756   | 735   | 800   |

График промене броја становника у току последњих година